# مسبع
| سباعي منتظم         | سباعي منتظم                                 |
| ------------------- | ------------------------------------------- |
| سباعي منتظم         |                                             |
| أضلاع ورؤوس         | 7                                           |
| رمز شليفلي          | {7}                                         |
| مخطط كوكستير-دينكين |                                             |
| مجموعة التناظر      | تناظر ثنائي السطوح (D7)                     |
| زاوية داخلية (درجة) | {\displaystyle \approx 128.5714286}°        |
| خصائص               | محدب، مضلع دائري، منتظم، رأسي، متعدي الحافة |

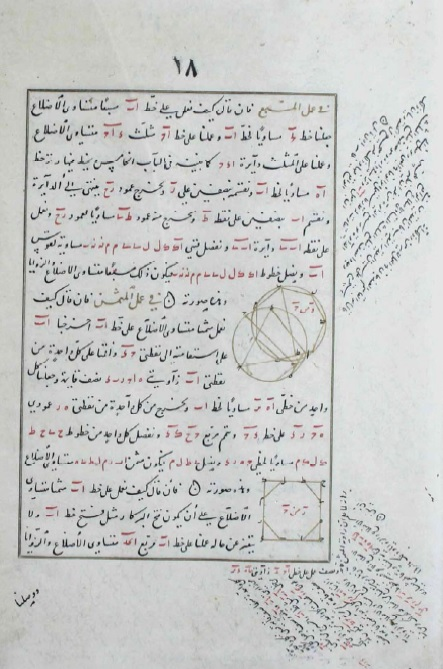
الصفحة 18 من كتاب فيما یحتاج إليه الصانع من أعمال الهندسة لأبي الوفاء البوزجاني حيث يذكر فيها كيفية عمل مسبع

المُسَبَّع  أو سُبَاعِيّ الأَضْلاَع هو، في الهندسة الرياضية، مضلع له سبع أضلاع وسبع زوايا.

## المسبع المنتظم
تكون جميع الأضلاع والزوايا متساوية في المسبع المنتظم أو المسبع المتساوي الأضلاع، وتكون:
- مجموع الزوايا مساوي لـ 900 درجة
- قياس الزاوية الداخلية 5π/7 راديان أو 128.5714286 درجة.
- تعطى مساحة المسبع المنتظم ذو طول الضلع a بالعلاقة:

{\displaystyle A={\frac {7}{4}}a^{2}\cot {\frac {\pi }{7}}\simeq 3.63391a^{2}.}
- لايمكن إنشاء المسبع المنتظم باستخدام إنشاءات الفرجار والمسطرة غير المرقمة، ولكن من الممكن إنشاءه باستخدام فرجار ومسطرة مرقمة.